# Enceinte confinée

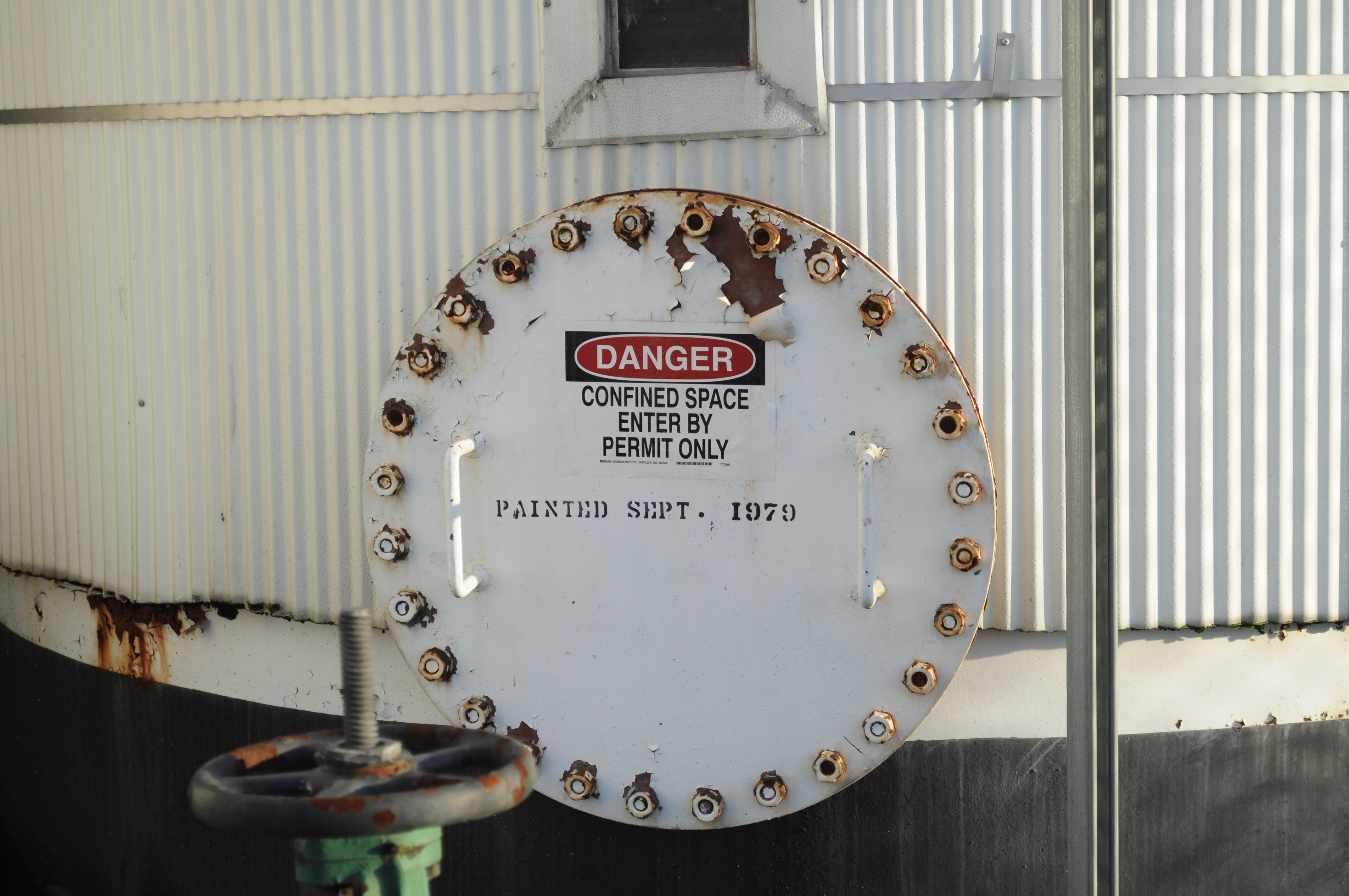
Signalétique de danger en espace confiné - Restriction d'accès

L'enceinte confinée, espace confiné ou espace clos est un volume creux, totalement ou partiellement fermé (lieu, bâtiment, ouvrage...), non conçu pour être occupé en permanence par du personnel. 
L'atmosphère de l'enceinte confinée peut présenter un danger en raison de l'insuffisance de ventilation ou des matières qu'il contient (production de gaz de décomposition). 
Par exemple sont qualifiés d’espaces confinés les puits, regards, grosses canalisations, égouts, vide sanitaires, fosses, citernes, silos, réservoirs, cuves, réacteurs de l’industrie chimique ou nucléaire…

## Interventions
Les interventions dans des enceintes confinées sont des interventions préparées avec soins et planification en raison des dangers d'asphyxie, d'intoxication voire d'incendie ou d'explosion réels, à défaut avec des risques d'accidents graves souvent mortels.  

## Espaces confinés usuels
Les espaces confinés sont présents dans de nombreux secteurs d’activité, à titre d'exemple :
- Puits et fosses
- Conduites, égouts, collecteurs visitables
- Postes de relèvements, postes de dégrillage
- Postes de chloration, d’ozonation en traitement des eaux
- Galeries longues et étroites
- Citernes, réservoirs, cuves, réacteurs de l'industrie chimique ou nucléaire
- Locaux de traitement ou de stockage des boues
- Locaux de stockage de produits chimiques
- Silos
- Vides sanitaires, caves

## Secteurs concernés
Les secteurs les plus touchés par les interventions à l’intérieur des cuves sont :
- Construction métallique : cuves, camions, citernes, chaudières, navires…
- Industrie chimique : tout type de cuves, citernes, réacteurs… ayant contenu des produits toxiques, corrosifs, inflammables, explosifs.
- Agroalimentaire : cuves ayant été inertées à l’azote ou présence de gaz tels que CO2, SO2
- Transports : citernes routières ou ferroviaires, péniches, navires, avions…
- Nettoyage, assainissement : opérations de nettoyage, dégazage, décontamination de cuves
- Soudage : interventions sur des enveloppes métalliques ayant contenu des matières inflammables ou à l’intérieur d’espaces insuffisamment ventilés
- Entretien / maintenance : sur ou à l’intérieur des cuves avec des outils métalliques (moules, clefs, perceuses), pour des montages, démontages, modifications d’installation (chaudières industrielles…).

## Signalétique
Les enceintes confinées sont identifiées grâce à un pictogramme spécifique.

## Risques

### Risques majeurs
Lors des interventions, les travailleurs peuvent être exposés à différents risques inhérents au fait que l’espace dans lequel ils évoluent est confiné et peut être pollué ou insuffisamment riche en oxygène.
- Risques d'asphyxie
- Risque d'intoxication
- Risque d'incendie ou d'explosion

### Autres risques
L'intervention dans des cuves peut aussi être la source de nombreux autres risques :
- chute (de hauteur, à l’intérieur, chute d’objets, …)
- risque électrique
- risque équipements de travail (machines) ;
- risque biologique
- risques chimique
- risque thermique et ambiance de travail
- risque bruit
- risque manutention
- risque de noyade.

## Précautions

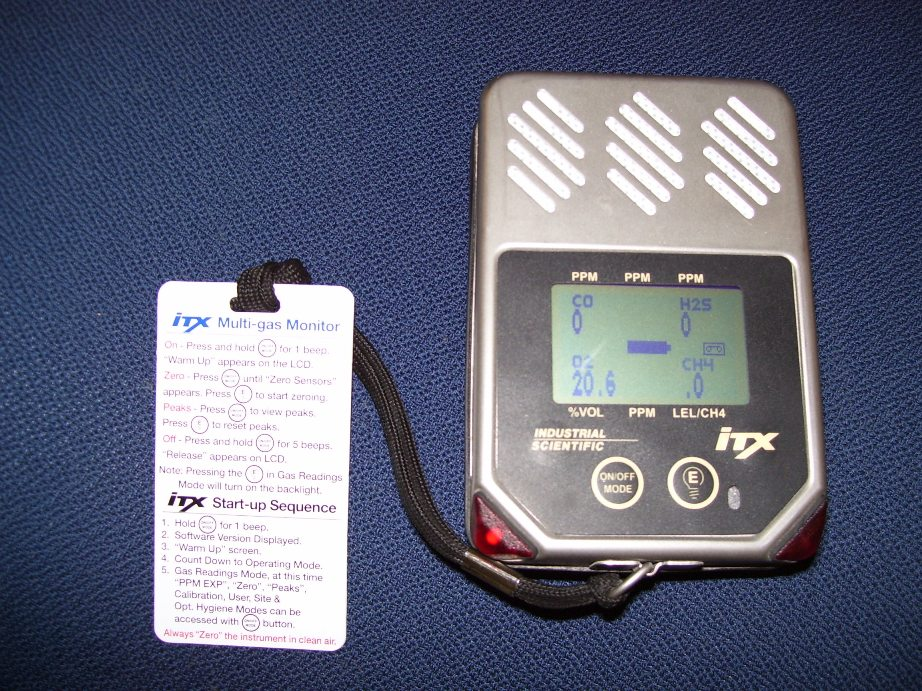
Détecteur multigaz - H_{2}S, NH_{3}, O_{2}, CH_{4}, CO

Un contrôleur multigaz (H2S, NH3, O2, CO) est alors nécessaire pour tout contrôle d'atmosphère préalable ou continu à effectuer avant de pénétrer dans l'enceinte. 
Un ventilateur avec gaine est employé en préventif, a fortiori si le contrôle d'atmosphère ne s'avère pas correct. L'appareil fonctionne alors en refoulement ou en aspiration. Il convient le plus souvent de souffler dans l'enceinte, plutôt que d'aspirer, car les gaz lourds en sont plus facilement évacués. L'air vicié sort naturellement par les ouvertures et préférablement du côté opposé par exemple par un trou d'homme. 
Ces zones sont généralement soumises à un permis de pénétrer en zone confinée, la ventilation doit être maintenue pendant toute la durée de l'intervention et même en absence d'alarme du contrôleur multigaz. 
Le détecteur multigaz est introduit à l'aide d'une torche ou d'une perche dans la zone confinée avant de pénétrer. Une vigie est présente systématiquement en dehors de l'enceinte confinée durant la totalité de l'intervention et alerte les secours en cas de problème.   
Pour pénétrer dans l'enceinte, l'opérateur est obligatoirement équipé du détecteur multigaz, de la protection du travailleur isolé dans le cas où la vigie ne peut avoir un contact visuel permanent avec les personnes intervenant dans l'enceinte confinée, du harnais de sécurité et de sa longe afin d'extirper rapidement l'opérateur en cas de besoin.  
En aucun cas la vigie ne doit pénétrer dans l'enceinte confinée. Si l'opérateur fait un malaise ou n'arrive pas à sortir de la zone confinée, il doit prévenir le responsable de sécurité du site et les pompiers.